# کارپنترزویل (ایلینوی)
کارپنترزویل (به انگلیسی: Carpentersville) یک منطقهٔ مسکونی در ایالات متحده آمریکا است که در ایلینوی واقع شده‌است. کارپنترزویل ۲۰٫۹۶ کیلومتر مربع مساحت و ۳۷٬۶۹۱ نفر جمعیت دارد.